# Lymantria binotata
Lymantria binotata este o specie de molii din genul Lymantria, familia Lymantriidae, descrisă de Paul Mabille 1880 Conform Catalogue of Life specia Lymantria binotata nu are subspecii cunoscute.